# Direction Générale de la Surveillance du Territoire
De Direction de la Surveillance du Territoire ("Algemeen Directoraat voor de Bewaking van het Rijk"), internationaal bekend onder de naam DGST, is de Marokkaanse inlichtingendienst en geheime politie. Tot 2005 heette de dienst Direction de la Surveillance du Territoire.

## Geschiedenis
Op 2 maart 1956 werd Marokko onafhankelijk van Frankrijk. Onder de regerende koning Mohammed V werd de bestaande Franse inlichtingendienst Direction de la Surveillance du Territoire (DST) genationaliseerd en in gebruik genomen.

## Taken en werkwijze
De DGST focust zich op de binnenlandse veiligheid van de Marokkaanse staat, het vergaren van wereldwijde intelligentie en spant samenwerkingen aan met internationale veiligheidsdiensten. De DST handelt de meeste gevallen af op het gebied van binnenlandse en buitenlandse intelligentieoperaties.
De grootste organisatie binnen de DGST is de Counter-intelligence Unit.
Ook heeft de DGST op verzoek van de CIA en het Britse MI6 geassisteerd in een poging de grootte van het terroristennetwerk Al Qaida in te dammen. Door toedoen van de DGST zijn er kopstukken van het netwerk gearresteerd en zijn wapens en geld in beslag genomen, die bestemd waren voor terroristische doeleinden in Europa en Noord-Afrika.